# Famille Dutour de Salvert Bellenave
Pour les articles homonymes, voir Dutour et Salvert.
La famille Dutour de Salvert Bellenave est une famille subsistante de la noblesse française.

## Histoire

### AuXVIIIesiècle
Formée de marchands-tanneurs riomois, la famille est anoblie en 1710 par une charge de secrétaire du roi, maison et couronne de France,, en la personne de Claude Dutour (1674-1747). Ce dernier a travaillé à la Cour des aides de Clermont-Ferrand et a été directeur général des fermes et gabelles du roi au département de Narbonne. Son grand-père Pierre Dutour et ses oncles Pierre et Pierre Claude étaient procureurs en la sénéchaussée d'Auvergne et au siège présidial de Riom ; son père Étienne était élu en l'élection de Riom.

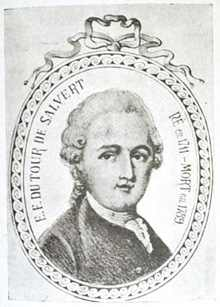
Étienne-François Dutour de Salvert

Claude Dutour épouse en 1709 Agnès de Florison ; leur fils aîné, Étienne-François Dutour de Salvert (1711-1789) est un naturaliste et un physicien, auteur de nombreuses recherches et membre de l'Académie royale des sciences. Ce dernier achète la seigneurie de Salvert (près d'Évaux, dans la Creuse) et le marquisat de Bellenaves (près de Gannat, en Bourbonnais), dont le château subsiste aujourd'hui.[réf. nécessaire]
Fils d'Étienne-François, Pierre Étienne Dutour de Salvert (1743-1794) est officier municipal à la sénéchaussée de l'Auvergne et au présidial de Riom en 1790 et 1791. Il prend part, lors de la convocation aux États généraux de 1789, au débat sur les conditions d'élections lors de l'assemblée de la noblesse d'Auvergne tenue à Riom, et se range, dans un Avis sur la répartition des impôts, en faveur du « vote par tête ». Il vend le château de Salvert en 1793 pour 180 000 livres. Il a épousé en premières noces Mlle du Jouhannel ; il se remarie à Paris le 12 mai 1778 (paroisse Saint-Cosme) avec Adélaïde Robert de Saint-Vincent, fille de Pierre-Augustin Robert de Saint-Vincent, conseiller au parlement de Paris, et d'Élisabeth Jogues.[réf. nécessaire]

### AuXIXesiècle
Étienne Amable Dutour de Salvert (1779-1871), fils de Pierre Étienne, fut nommé gentilhomme ordinaire de la chambre du roi Charles X le 11 avril 1828, ainsi que commandant des gardes nationaux de l'arrondissement de Riom en 1815. Il effectue sa scolarité au Lycée Charlemagne à Paris. Il fut créé baron de l'Empire par décret impérial du 2 janvier 1814, sur promesse d'institution de majorat non suivi de lettres patentes,. Il était membre de la Société française d'Archéologie, et sera fait chevalier de la Légion d'honneur en 1824. Il fut conseiller général de l'Allier de 1812 à 1830 et maire de Bellenaves. Il n'eut pas de postérité de son mariage avec Mademoiselle Fournier d'Armes.
Augustin Amable Dutour de Salvert (1781-1838), également fils de Pierre Étienne, était passionné de botanique. Il entretenait de bonnes relations avec Augustin Prouvensal de Saint-Hilaire, son beau-frère ; ce dernier voyagea au Brésil de 1816 à 1822, et dénomma un arbuste découvert en 1820 « Salvertia », en hommage à son grand ami. Augustin Amable publie en 1813 dans le Journal de botanique, appliquée à l'agriculture, à la pharmacie, à la médecine et aux arts un article intitulé Description d'une digitale particulière. Il fut nommé sous-préfet de Riom en 1815 et fait lui aussi chevalier de la Légion d'honneur. En 1838 est prononcé à l'Académie des sciences, belles-lettres et arts de Clermont-Ferrand un « Éloge de M. de Salvert » composé par Le Camus.
Charles Dutour de Salvert (1811-1895), fils d'Augustin Amable, est officier de marine ; il entre à l'École navale en 1828 et devient enseigne de vaisseau en 1833. Son fils aîné, Étienne Marie Noé Dutour de Salvert (1845-1909), entre à l'École polytechnique en 1865 et il est reçu premier au Génie maritime en 1867. Il est ingénieur en chef de 1re classe et directeur des constructions navales à Toulon (5e arrondissement maritime). Il est chevalier puis officier de la Légion d'honneur, officier d'académie et officier de l'ordre royal du Cambodge. Il donne son nom au château d'Attignat dont il fut le propriétaire. Membre de plusieurs sociétés de bibliophilie et proche d'Octave Uzanne, son importante bibliothèque est vendue à Drouot en cinq parties entre 1909 et 1910. Le frère d'Étienne Marie Noé, Henri Dutour de Salvert (1847-1926) est lieutenant, de la promotion du Sultan de l'ESM Saint-Cyr (1866-1868).

### AuXXesiècle
Parmi les enfants d'Henri, Françoise Aliette et Pauline Dutour de Salvert (1895-1986) furent religieuses bénédictines à l'abbaye Saint-Vincent de Chantelle ; Pauline sera abbesse sous le nom de révérende mère Jean-Baptiste.
Charles Dutour de Salvert (1897-1918) est engagé volontaire à 17 ans, en août 1914, avec le 35e R.A.C. (6e batterie). Il meurt pour la France au Chemin des Dames le 27 mai 1918 près de Vendresse, intoxiqué par les gaz allemands. Mort avec sang-froid et bravoure, il reçoit en 1921, à titre posthume, la croix de guerre avec étoile d'argent et palme de bronze, et le grade de chevalier de la Légion d'honneur.
La famille entre à l'Association d'entraide de la noblesse française (ANF) en 2013.
Le titre de marquis porté par cette famille est un titre de courtoisie.[réf. nécessaire]

## Alliances
Les principales alliances de la famille Dutour de Salvert sont : de Florison, de Frédefont de Sauvagnat, Dujouhannel de Jenzat, Robert de Saint Vincent, Prouvensal de Saint-Hilaire, Fournier d'Armes, de Vienne, de Bar de La Condamine, de Michel du Roc (Duroc), Aupépin de Lamothe Dreuzy, de Villardi de Montlaur, Dervieu de Varey, de L'Estoile, Gravier de Vergennes, de Biliotti, de Jessé-Levas, du Chaffaut, de Montgolfier, de l'Hermite, Micolon de Guérines,.

## Châteaux et demeures
- Château de Bellenaves
- Château de Davayat

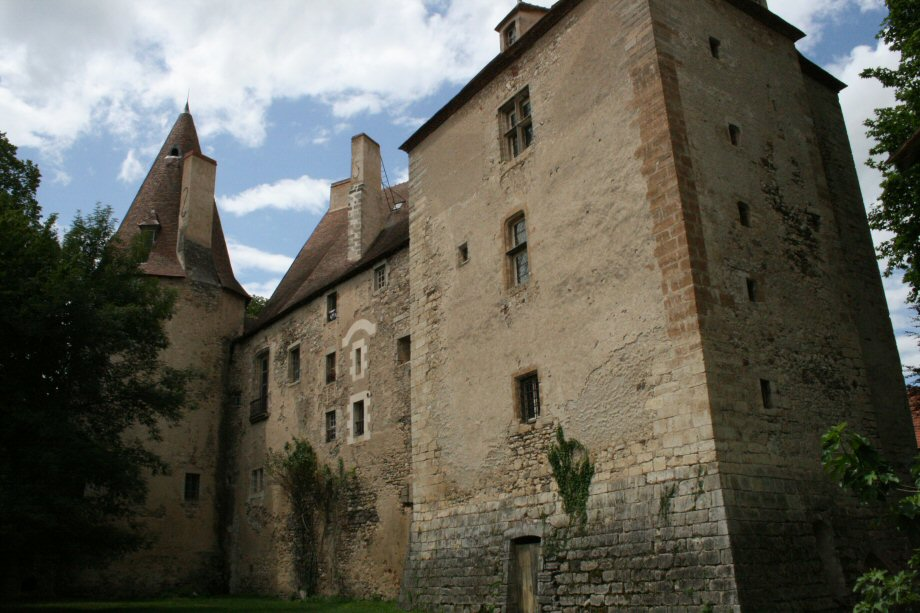
Le château de Bellenaves
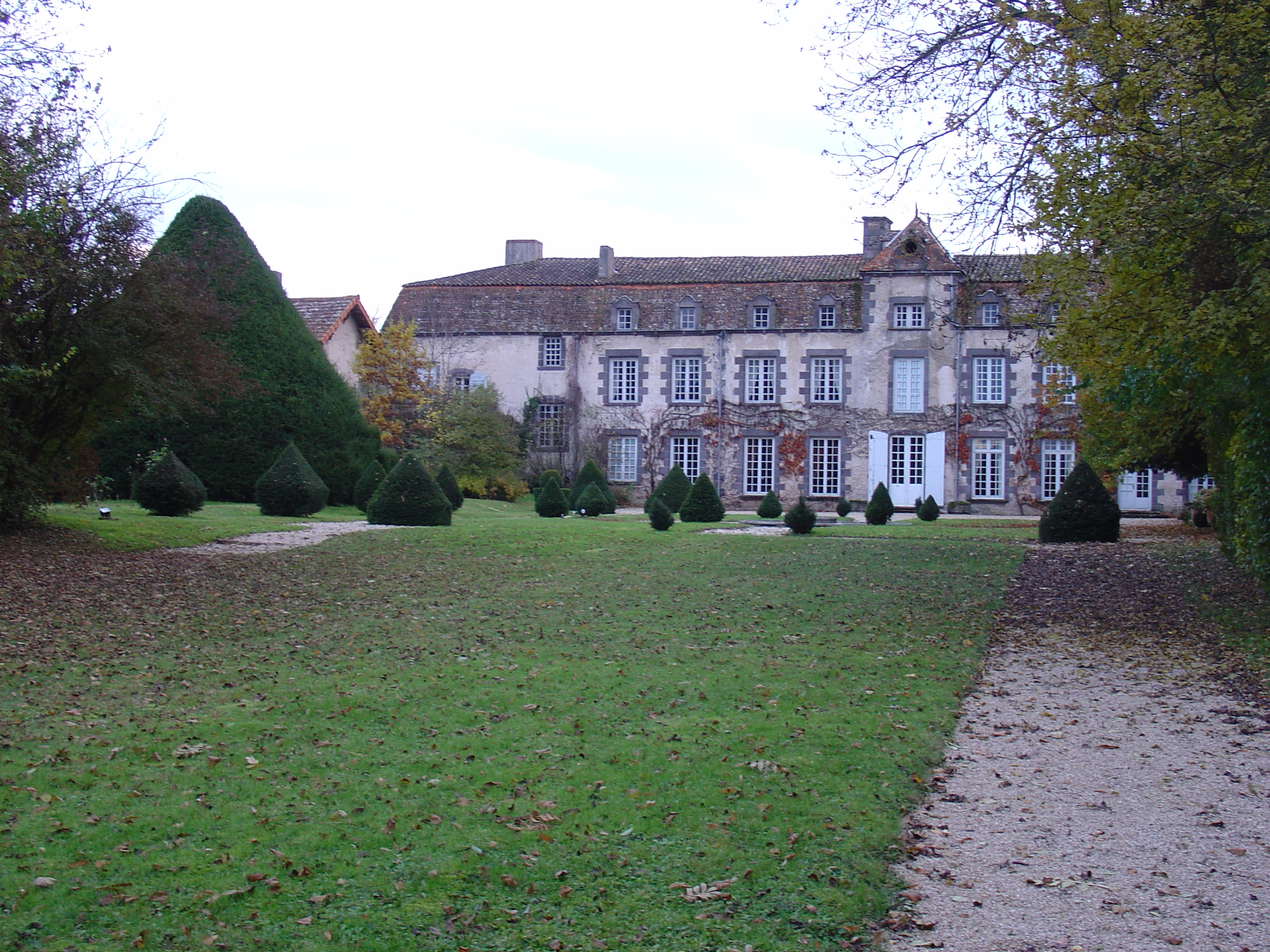
Le château de Davayat